# Sideridis incommoda
Sideridis incommoda là một loài bướm đêm trong họ Noctuidae.